# Perdicula
Perdicula Hodgson, 1837 è un genere di uccelli galliformi della famiglia dei Fasianidi.

## Tassonomia
Comprende le seguenti specie:
- Perdicula argoondah (Sykes, 1832) - quaglietta del deserto
- Perdicula asiatica (Latham, 1790) - quaglietta della giungla
- Perdicula erythrorhyncha (Sykes, 1832) - quaglietta pittata
- Perdicula manipurensis Hume, 1881 - quaglietta del Manipur